# Ehenheim (Adelsgeschlecht)

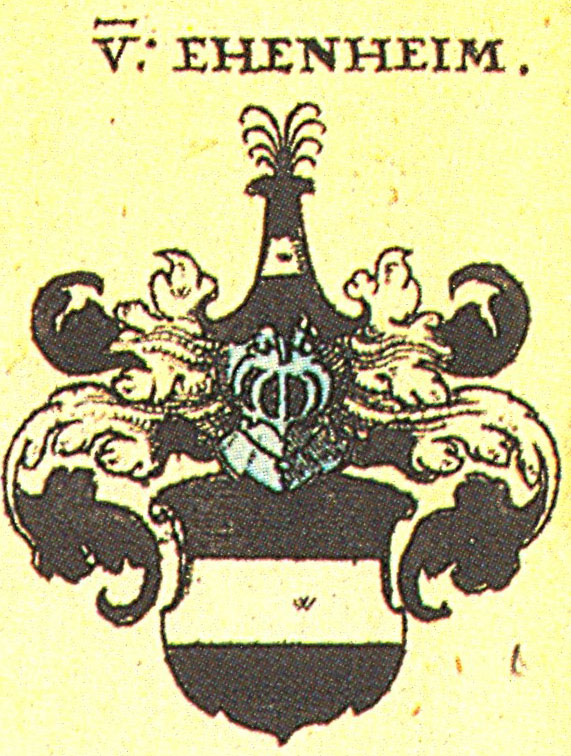
Das Wappen der Familie Ehenheim in Siebmachers Wappenbuch

Die Familie Ehenheim war ein fränkisches Adelsgeschlecht mit Sitz in Enheim, früher Ehenheim, bei Martinsheim im Ritterkanton Odenwald.

## Ursprung
Das namensgebende Dorf Enheim wurde 1230 mit seinem Ortsadel erstmals urkundlich erwähnt. Die Familie Ehenheim breitete sich von ihrem verschwundenen Stammsitz als Hohenloher, später Würzburger und Ansbacher Dienstmannen weit in Franken aus (um 1350 19 Linien) und erlosch 1645 im Mannesstamm. Der Ort selbst kam von den Herren von Hohenlohe (1308) auf noch ungeklärtem Weg 1448 an Brandenburg-Ansbach und wurde von den Markgrafen 1474–1599 an die Familie von Ehenheim verliehen, bevor er bis 1806/1857 vom Amt Uffenheim aus verwaltet wurde.

### Zur Bedeutung der Familie von Ehenheim
Die Familie von Ehenheim entstammt möglicherweise der Dienstmannschaft der Edelfreien von Endsee, in dessen Umkreis sie 1231 anfangs auftrat. Zu einer gewissen Bedeutung kam die Familie von Ehenheim als Dienstmannen der Herren von Hohenlohe, insbesondere auf deren namensgebender Burg Hohlach bei Uffenheim und auf Burg Brauneck, und stellte vor allem bei der Uffenheimer Linie einen wichtigen Block dar. Mangels eines festen Hofamtes konnten die von Ehenheim bei ihren ersten Dienstherren keine Dauerstellung erlangen und wurden zum Teil in ihren Konkurs mit hineingezogen. Auch beim Hochstift Würzburg und den Grafen von Castell hatten nur Einzelne wichtige Funktionen inne. Um 1400 gehörte die Sippe in ihrem Kerngebiet neben den Seckendorff und Seinsheim zu den bedeutendsten Familien, sodass seit etwa 1500 folgender Merksatz festgehalten wurde:

“Seinshemii antiquissimi, Einhemii superbissimi,
Grumbachi mollissimi et Seckendorfii numeralissimi.”

„Die Seinsheimer sind die Ältesten,
die Ehenheimer sind die Stolzesten
die Grumbacher sind die Geschmeidigsten
und die Seckendorfer sind die Zahlreichsten“

### Zur Ausbreitung der Familie von Ehenheim
Die Familie von Ehenheim breitete sich zunächst im Gebiet zwischen Maindreieck, Steigerwald und Frankenhöhe aus, wie die erste Karte bis 1430 zeigt. Innerhalb von fünf Generationen stieg die Zahl der lehensfähigen Männern von drei auf 58. Die Familie von Ehenheim blühte Mitte des 14. Jahrhunderts zeitweise in 19 (!) Linien und war damit die am stärksten verzweigteste Adelsfamilie Frankens.
Die Sippe überschritt damals den ersten Höhepunkt ihrer Bedeutung. Neben Wirtschaftskrisen waren wohl die Fehden mit der Reichsstadt Rothenburg und die Niederlage im Feldzug 1381 eine Ursache. Ein weiterer Grund für die Abwanderung war die seit etwa 1438 verstärkt auftretende Rivalität zwischen dem Hochstift Würzburg und der Markgrafschaft Ansbach, in deren Kampfzone das Kerngebiet der Ehenheimer lag. Bis 1470 starben zwei Drittel der Linien aus, von den übrigen zog der Großteil aus dem Kerngebiet fort in die verschiedensten Richtungen Frankens. So blieben am Ende im alten Zentrum im Uffenheimer Gau nur noch die Ehenheimer Linien in Wallmersbach und Hohlach zurück.
Durch die weite Verteilung kam es dazu, dass bei der Herausbildung der fränkischen Reichsritterschaft um 1500 die Familie von Ehenheim zu mindestens zwei Teilgebieten gehörte: Die bedeutende Linie Geyern (auf dem ansbachischen Teil von Schloss Geyern, im Kondominium mit den verwandten Schenk von Geyern) zum Kanton Altmühl und die Linie Hohlach zum Kanton Steigerwald.
Mitte des 16. Jahrhunderts setzte dann mit dem Aussterben der Linien Grumat zu Wallmersbach (1547), Willanzheim (1555), Steinfelder zu Feuchtwangen (1559) und Egerer zu Gleisenberg (1571) ein deutlicher Rückgang ein.
Das reiche Erbe der bedeutendsten Linie Geyern konnte die letzte überlebende Linie Übel in Hohlach 1599 nur zu Bruchteilen gewinnen, da ihr Vertreter Wolf Christoph von Ehenheim noch unter Vormundschaft stand. Mit dem kinderlosen Tod seines Sohnes Anselm Christoph von Ehenheim 1645 in Kriegsdiensten in Polen starb die Familie von Ehenheim endgültig aus.

### Linienübersicht Stand 2009
Bekannt wurde die Familie auch durch die um 1515/16 verfasste „Familienchronik“ – eine Art Familienbuch, das der Kieler Historiker Sven Rabeler neu bearbeitet und ediert hat.
| Linie                                                                                                   | Zeitraum  |
| --- | --------- |
| Dünne von Ehenhein                                                                                      | 1302–1408 |
| Egerer von Ehenheim                                                                                     | 1330–1571 |
| Linie von Ehenheim                                                                                      | 1230–1404 |
| Linie von Gattenhofen                                                                                   | 1271–1466 |
| Linie von Geckenheim                                                                                    | 1309–1457 |
| Grumat von Ehenheim                                                                                     | 1283–1599 |
| Haupt von Ehenheim                                                                                      | 1310–1414 |
| Linie von Holzhausen                                                                                    | 1255–1406 |
| Linie von Klingenstein                                                                                  | 1325–1422 |
| Linie von Meyenberg                                                                                     | 1304–1448 |
| Linie von Ochsenfurt                                                                                    | 1285–1555 |
| Linie von Pfahlenheim                                                                                   | 1320–1395 |
| Linie von Reinsbronn                                                                                    | 1267–1442 |
| Linie von Scheckenbach                                                                                  | 1231–1397 |
| Linie von Steinsfeld                                                                                    | 1321–1559 |
| Übel von Ehenheim                                                                                       | 1318–1645 |
| Linie von Wallmersbach                                                                                  | 1266–1389 |
| Weidner von Ehenheim ab 1425 Weidner von Michelbach von Ehenheim später nur noch Weidner von Michelbach | 1344–1433 |
| Wild von Ehenheim                                                                                       | 1326–1528 |

## Wappen
|                                                          | Das Wappen der Familie Ehenheim in Scheiblers Wappenbuch |
| Das Wappen der Familie Ehenheim in Scheiblers Wappenbuch | Blasonierung: „Das Wappen der Familie Ehenheim setzt sich aus einem schwarzen Schild mit einem waagrechten, silbernen Balken in der Mitte und der Helmzier zusammen, die aus einem rohrförmigen Gebilde besteht, aus dem ein Federbusch herauswächst.“ |
| Das Wappen der Familie Ehenheim in Scheiblers Wappenbuch | |